# Luis Xavier Velarde
Luis Xavier Velarde (Valladolid, 25 de agosto de 1677–Cucurpe, 1737) fue un misionero jesuita, español en la Nueva España, en la provincia de Sonora, en la región de la Pimería Alta, México, heredó la tarea de administrar la zona junto con el padre Agustín de Campos.

## Biografía
Velarde nació en Valladolid, España, el 25 de agosto de 1677; ingresó a la Compañía de Jesús el 20 de abril de 1697. Hacia 1703, viajó a la Nueva España a la zona de la provincia de Sonora, específicamente a la Pimería Alta para realizar su obra misional.  
En 1708, Velarde sirvió en la Misión La Purísima Concepción de Caborca. Velarde sucedió a Eusebio Francisco Kino y en 1714 Velarde, se convirtió en sacerdote residente en la Misión Nuestra Señora de los Dolores, al frente de las misiones de Dolores, Remedios y Cocóspera, a donde no viajaba más lejos de ahí. Velarde es "alto, sordo y propenso a sufrir un golpe de calor... no un gran explorador".  según lo describe el antropólogo Thomas Sheridan.
Luis Xavier tomó sus votos perpetuos en Opodepe el 25 de marzo de 1715 ante el Padre Agustín de Campos, a quien acompañó como colaborador en ciertas tareas para sustituir a Eusebio Kino, lo cual le fue difícil.

## Obra
El padre Velarde escribiría en sus informes en su congregación:
“He bautizado a 66 niños pertenecientes a los tres pueblos mencionados, y a 129 de otras rancherías del norte y de misiones donde antes había padres.”  
Velarde escribió dos documentos sobre la Pimería Alta, en 1716 y 171. El primero fue “Las relaciones de la Pimería Alta” y, “Etnología y misión en la Pimería Alta, 1715-1740".

Entre 1716 y 1720, Campos y Velarde continuaron y se concentraron en la salvación espiritual de los jóvenes y enfermos. Realmente no hubo suficiente tiempo para catequizar a adultos sanos. Para que los paganos del norte siguieran viniendo a sus pueblos, el padre Velarde ordenó, desde la Ciudad de México, un suministro de regalos. Entre el 1 de noviembre de 1725 y el 20 de abril de 1729 informó:
“Se han celebrado 57 matrimonios in facie ecclesiae para los naturales de los pueblos de Santa María y Guevavi y sus rancherías adyacentes. De los mismos pueblos y rancherías y otros más del interior cuya gente frecuenta nuestros pueblos desde fines de noviembre hasta fines de enero, se han bautizado 276 niños, la mayoría de los cuales han muerto de sarampión, pero con la gracia del bautismo”.
También Xavier escribió:
“Oh, santo Dios, ¡cuántas son las astucias del demonio! Por la muerte de tres o cuatro padres y por qué han enfermado otros tantos en 30 años ¿se desampararán las almas redimidas con la sangre de Jesucristo? Esto de enfermar y morir, ¿acaso se ve solo en la Pimería? ¿No vale más la vida de un alma que muchas saludes y vidas corruptibles?”
Velarde también elaboró y escribió un Plan para un buen gobierno y prosperidad de la Pimería Alta. El plan es bastante conocido, pues se han publicado varias copias, aunque no ha sido motivo para escribir comentarios. El plan, parece que es, una respuesta a los muchos conflictos y pocos resultados en el proceso de conquista de Sonora. Denuncia la ineficacia de los presidios, y de la incapacidad de los capitanes para manejarlos acorde a los intereses jesuitas y concepción de lo que debía ser bueno para la conquista. Nace el concepto de misión, como alternativa para crear comunidad; sin copiar ni tratar de implementar conceptos anteriores en Europa.

### Fallecimiento
Velarde murió en la Misión de Dolores el 2 de diciembre de 1737. 